# Bernd Geiersbach
Bernd Geiersbach (* 14. Juni 1959 in Nothfelden) ist ein deutscher Organist, Komponist und Musikwissenschaftler.

## Leben
Bernd Geiersbach studierte in den 1980er Jahren Kirchenmusik, Musikwissenschaft und Kunstgeschichte an der Westfälischen Landeskirchenmusikschule in Herford und arbeitete als Kirchenmusiker an der Corvinuskirche in Göttingen.
Von 1988 bis 2024 war er – mit kurzer Unterbrechung – Bezirkskantor in Wolfhagen. Dort war er Organist und Orgellehrer und leitete verschiedene Chöre, u. a. Kinderchöre, einen Musical-, Senioren- und einen Posaunenchor sowie das Jugendsinfonieorchester. 2005 wurde sein unermüdlicher Einsatz mit der Ernennung zum Kirchenmusikdirektor gewürdigt. Landeskirchenmusikdirektor Martin Bartsch und Oberlandeskirchenrat Rainer Obrock überreichten die Ehrung. Beim Galakonzert der Evangelischen Kirchengemeinde Wolfhagen am 22. Juni 2013 würdigte Pfarrer Hans Jürgen Basteck das 25 Jahre lange Wirken von Bernd Geiersbach. Im Februar 2024 hat Geiersbach seinen Dienst beendet. Im Ruhestand versieht er in verschiedenen Gemeinden weiterhin Organistendienste.
Zusammen mit seiner Frau Simone Straka-Geiersbach gestaltete Bernd Geiersbach Musicals, die sich in Wolfhagen großer Beliebtheit erfreuen: 2005 – Wartesaal, 2009 – Hin und Weg. Am Ende seines Schaffens stand an der Jahreswende 2023/24 die szenische Aufführung des Weihnachtsoratoriums von Johann Sebastian Bach auf dem Programm. 
Bernd Geiersbach komponiert in erster Linie Werke für Blechbläser, Schlagwerk und Musicals.

## Werke (Auswahl)
- Eine feste Burg ist unser Gott. Choralfantasie für Blechbläser und Schlaginstrumente. Merseburger, Kassel
- Weihnachtsmusik. Weihnachtsintrade in drei Teilen für Orgel, Blechbläser und Schlagwerk. Merseburger, Kassel
- Christ ist erstanden.  Für Orgel und Schlagwerk. Merseburger, Kassel
- Großer Gott wir loben dich. Für Orgel und Blechbläser. Merseburger, Kassel